# POTSHOT a-GO GO
『POTSHOT a-GO GO』（ポットショット・ア・ゴー・ゴー）は、日本のスカコアバンド、POTSHOTの4枚目のオリジナル・アルバム。2000年10月6日発売。

## 概要
- 前作『POTSHOT `til I die』から1年ぶりとなるアルバム。これまで幾多のメンバーチェンジを繰り返してきたPOTSHOTが初めて同じメンバーで続けてレコーディングされたアルバムである[1]。

## 収録曲
1. POTSHOT GO (inst)
2. Not Alone
3. Right & Chance
4. Hard To Remain
5. No Fear
6. Make A Change
7. Smile
8. End Of The Short Summer (inst)
9. She Is Cute
10. Get It Back
11. MU330
12. Good Times & Bad Times
13. Go Forward
14. For You
15. New Tomorrow
16. ボーナストラック